# ژان تابک
ژان تابک (انگلیسی: Žan Tabak؛ زادهٔ ۱۵ ژوئن ۱۹۷۰) بازیکن بسکتبال اهل کرواسی است.
از باشگاه‌هایی که در آن بازی کرده‌است می‌توان به بوستون سلتیکس، باشگاه بسکتبال اسپلیت، باشگاه بسکتبال مردان فنرباغچه، تورنتو رپترز، هیوستون راکتس، المپیا میلان، باشگاه بسکتبال رئال مادرید، و ایندیانا پیسرز اشاره کرد.
وی در مسابقات کشوری و بین‌المللی در مجموع برندهٔ ۲ مدال طلا، ۱ مدال نقره، ۱ مدال برنز شده‌است.